# سنوس

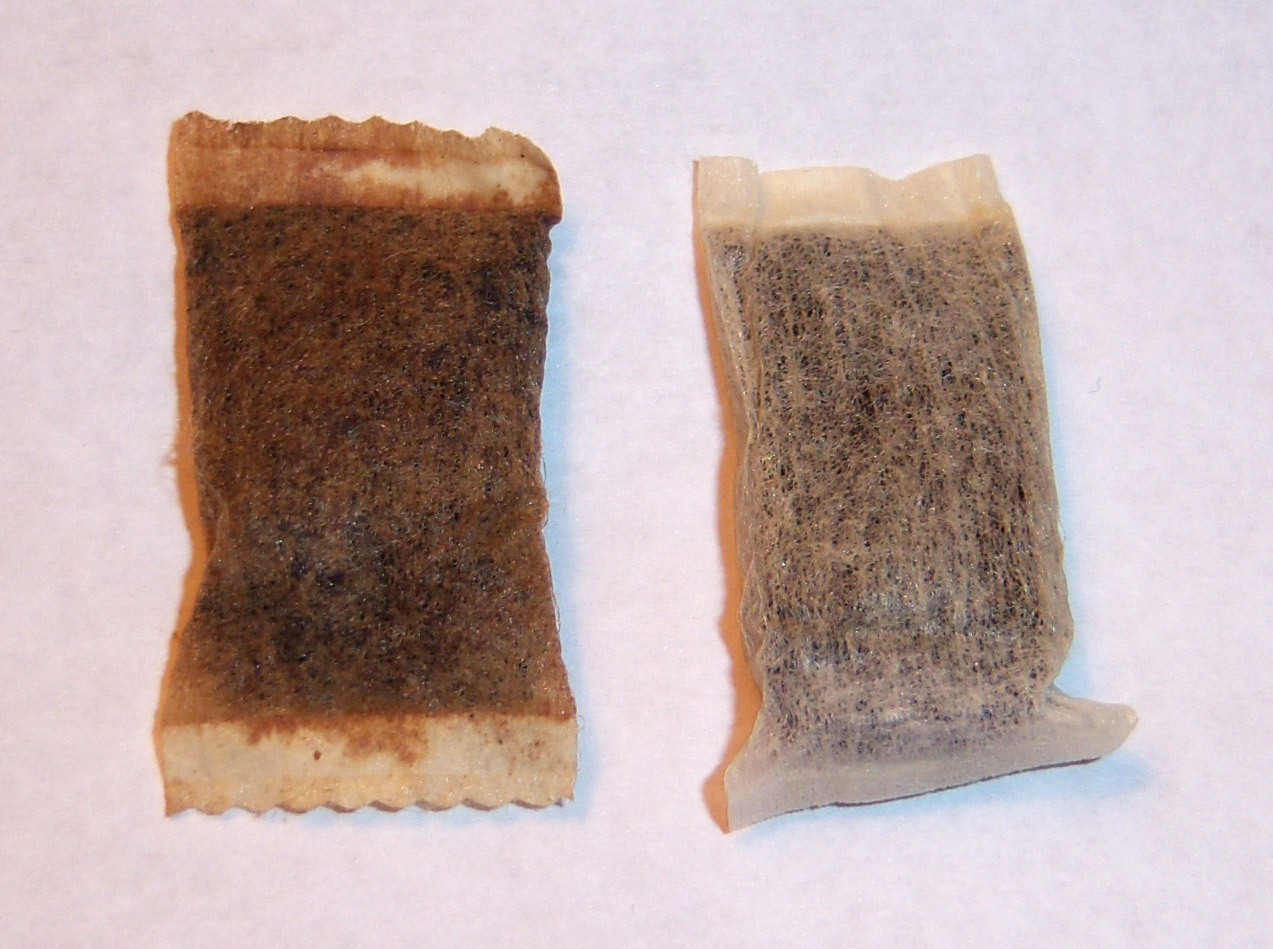
هناك سنوس أبيض (يمين) وسنوس أصلي (يسار). الجزء الأبيض هو جزء أكثر جفافًا ولا تتم إضافة الماء إليه بعد صنعه لتجربة تدوم لفترة أطول. تتم إضافة الماء إلى الجزء الأصلي بعد صنعه لخلق تجربة أسرع بنكهة أسرع وتقطير.

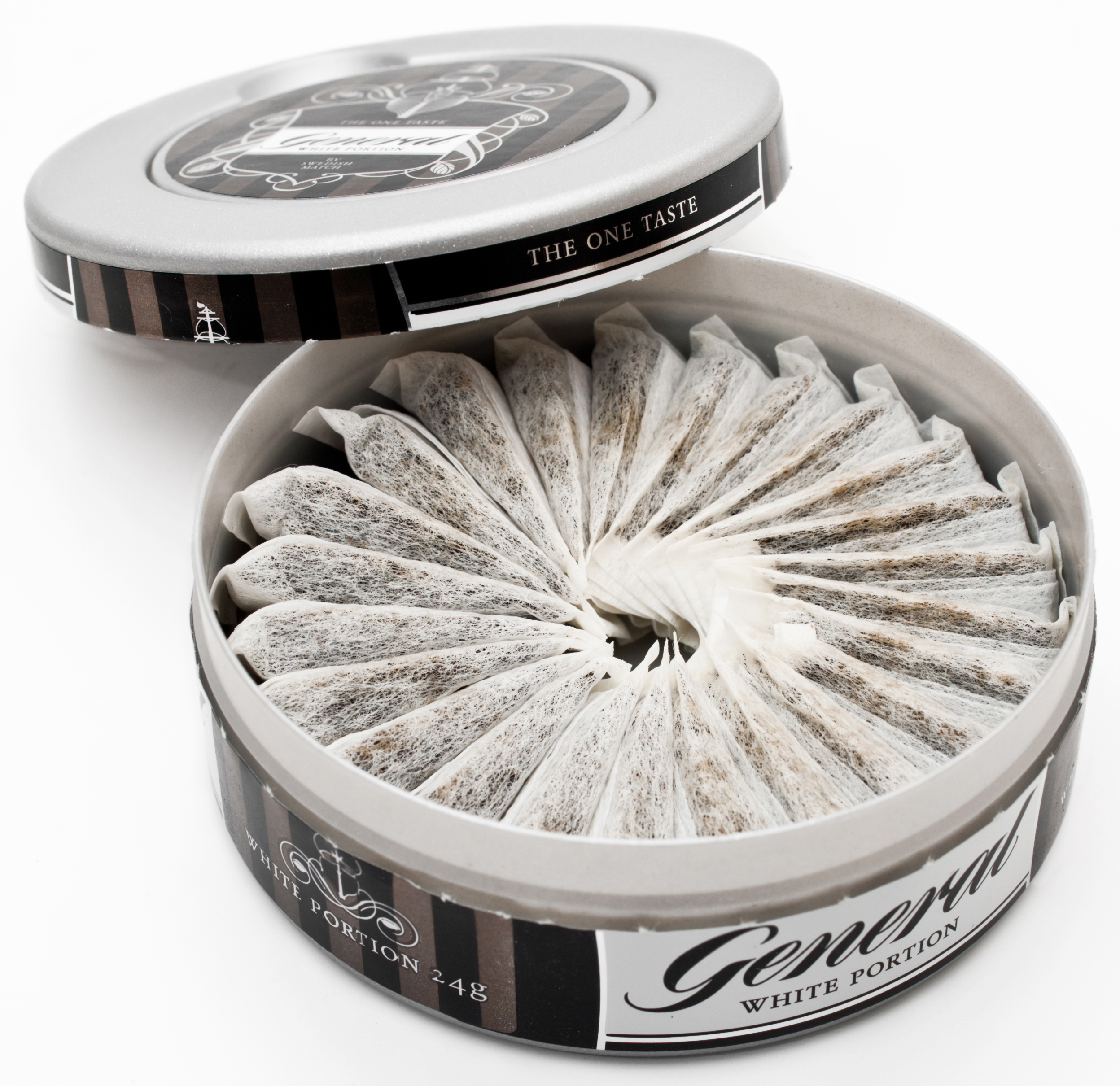
سنوس قائم على التبغ من العلامة التجارية السويدية General، تسوقه شركة Swedish Match.

السنوسهو منتج تبغ سويدي (في الدول الاسكندنافية). يتم استهلاكه عن طريق وضع كيس من أوراق التبغ المطحونة تحت الشفة ليتم امتصاص النيكوتين من خلال الغشاء المخاطي الفموي. يتكون السنوس، الذي يجب عدم الخلط بينه وبين أكياس النيكوتين، من أوراق تبغ مطحونة، وملح، ومادة قلوية (مثل كربونات الصوديوم، وبيكربونات الصوديوم) ومنكهات (اختياريًا). يتم بيع المنتج النهائي على شكل تبغ سائب، وفي عبوات تحتوي على خليط التبغ في كيس صغير يشبه أكياس الشاي.
تختلف عملية تصنيع السنوس عن عملية تصنيع منتجات التبغ الفموية الأخرى. يتم تسخين وتبسترة تبغ السنوس بدلاً من معالجته أو تخميره، مما ينتج عنه منتج أقل ضررًا يحتوي على تركيز أقل من المواد المسرطنة TSNA مقارنة بمنتجات التبغ التقليدية الأخرى. على الرغم من أن الأبحاث حول العلاقة بين السنوس وأمراض مثل السرطان غير حاسمة، إلا أنه لم يتم العثور على أي ارتباطات بين استهلاك السنوس وزيادة خطر الإصابة بالسرطان.
تمت إزالة النص التحذيري "يسبب السرطان" من عبوات السنوس في السويد ودول أخرى لأن الأدلة العلمية الحالية تشير إلى أن خطر الإصابة بالسرطان المرتبط بالسنوس أقل بكثير من خطر التدخين. يهدف التحول في وضع العلامات إلى توفير معلومات دقيقة مع الاستمرار في تحذير المستهلكين بشأن المخاوف الصحية المحتملة.

تم ربط منتجات النيكوتين بشكل عام بأضرار تناسلية مثل ولادة جنين ميت والولادة المبكرة وانخفاض الوزن عند الولادة. على العكس من ذلك، تُصنف أكياس النيكوتين غير القائمة على التبغ (المعروفة أيضًا باسم "أكياس النيكوتين") على أنها غير مسرطنة لأن النيكوتين نفسه ليس مادة مسرطنة. ومع ذلك، فهي لا تزال ضارة بصحة القلب والأوعية الدموية بسبب محتواها من النيكوتين، وترتبط بمخاطر أعلى بشكل معتدل للإصابة بأمراض القلب والأوعية الدموية والسكتة الدماغية والأضرار التناسلية. الأسباب الرئيسية للوفاة من التدخين بما في ذلك أمراض القلب والأوعية الدموية من آثار الدخان على تخثر الأوعية الدموية وجدران الأوعية الدموية ليست ناجمة بشكل أساسي عن النيكوتين وبالتالي لا تعتبر مساوية للمخاطر المعتدلة على صحة القلب والأوعية الدموية من أكياس النيكوتين. 

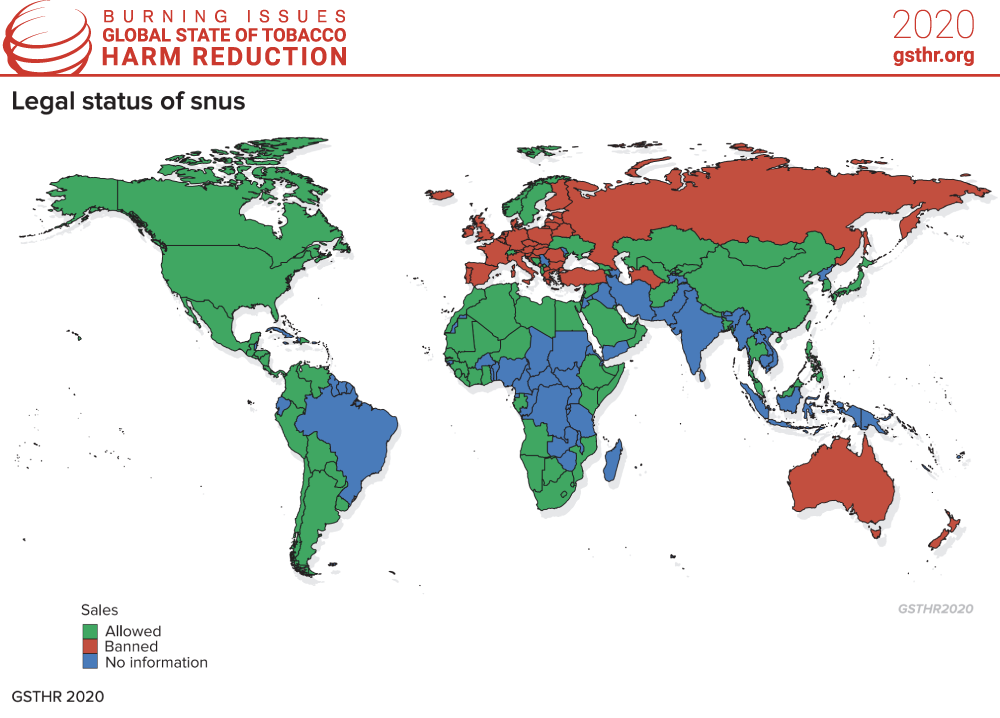
الوضع القانوني للسنوس القائم على التبغ. يُحظر بيع السنوس القائم على التبغ في الاتحاد الأوروبي (باستثناء السويد).

بيع السنوس القائم على التبغ غير قانوني في العديد من البلدان، بما في ذلك أستراليا ونيوزيلندا وجميع دول الاتحاد الأوروبي (EU) باستثناء السويد. في الوقت الحاضر، لا تخضع أكياس النيكوتين غير التبغية للتنظيم على مستوى الاتحاد الأوروبي. إنه النوع الأكثر شيوعًا من منتجات التبغ في السويد والنرويج وهو متاح أيضًا في سويسرا. تسمح بعض الدول الأوروبية، مثل المملكة المتحدة، أيرلندا وإستونيا، ببيع السنوس غير القائم على التبغ. يتوفر السنوس أيضًا في الولايات المتحدة.

## نظرة عامة

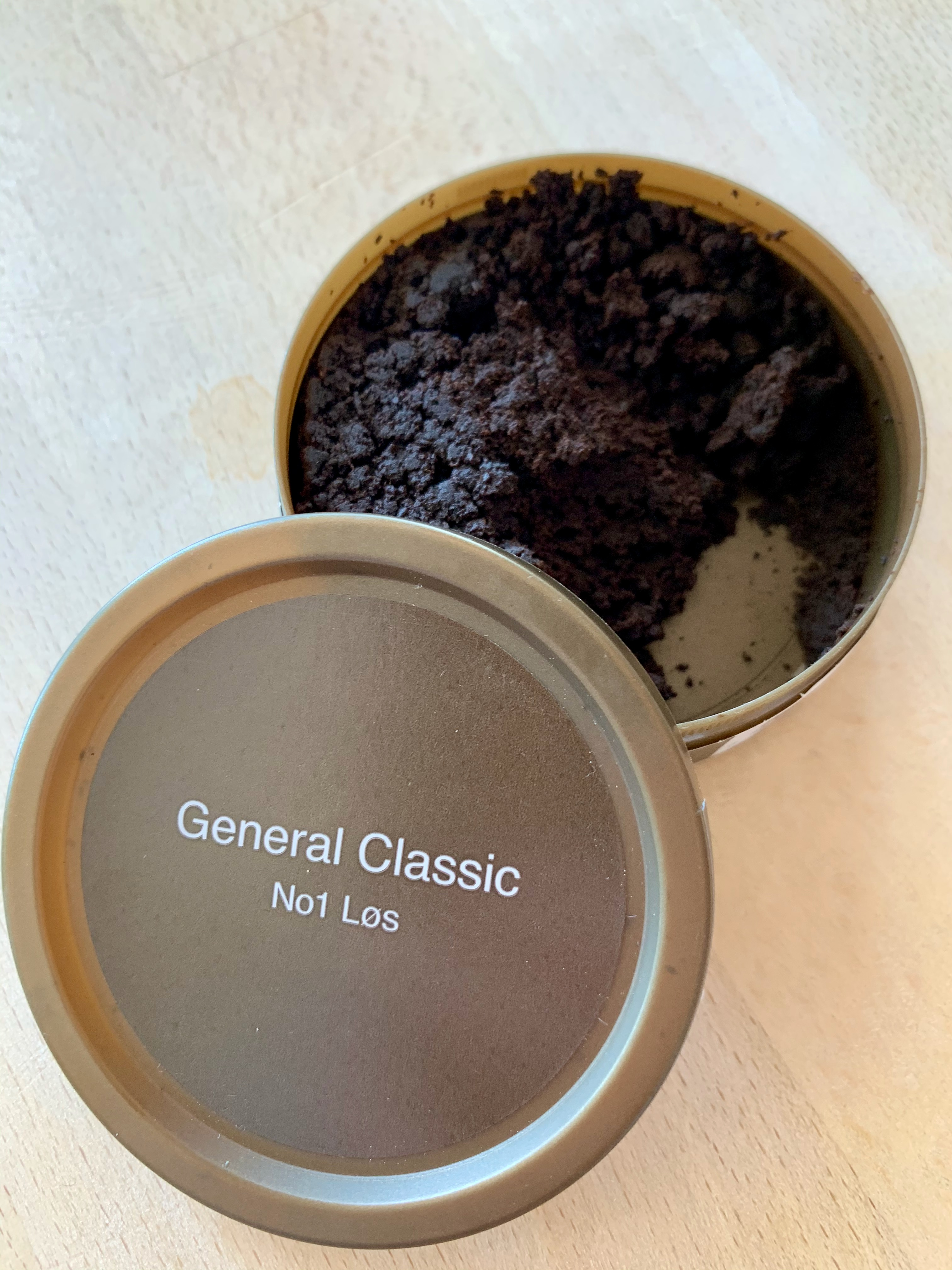
لوس سنوس هو تبغ سائب بدون أكياس. يمكنك صنع بريلا بأطراف أصابعك.

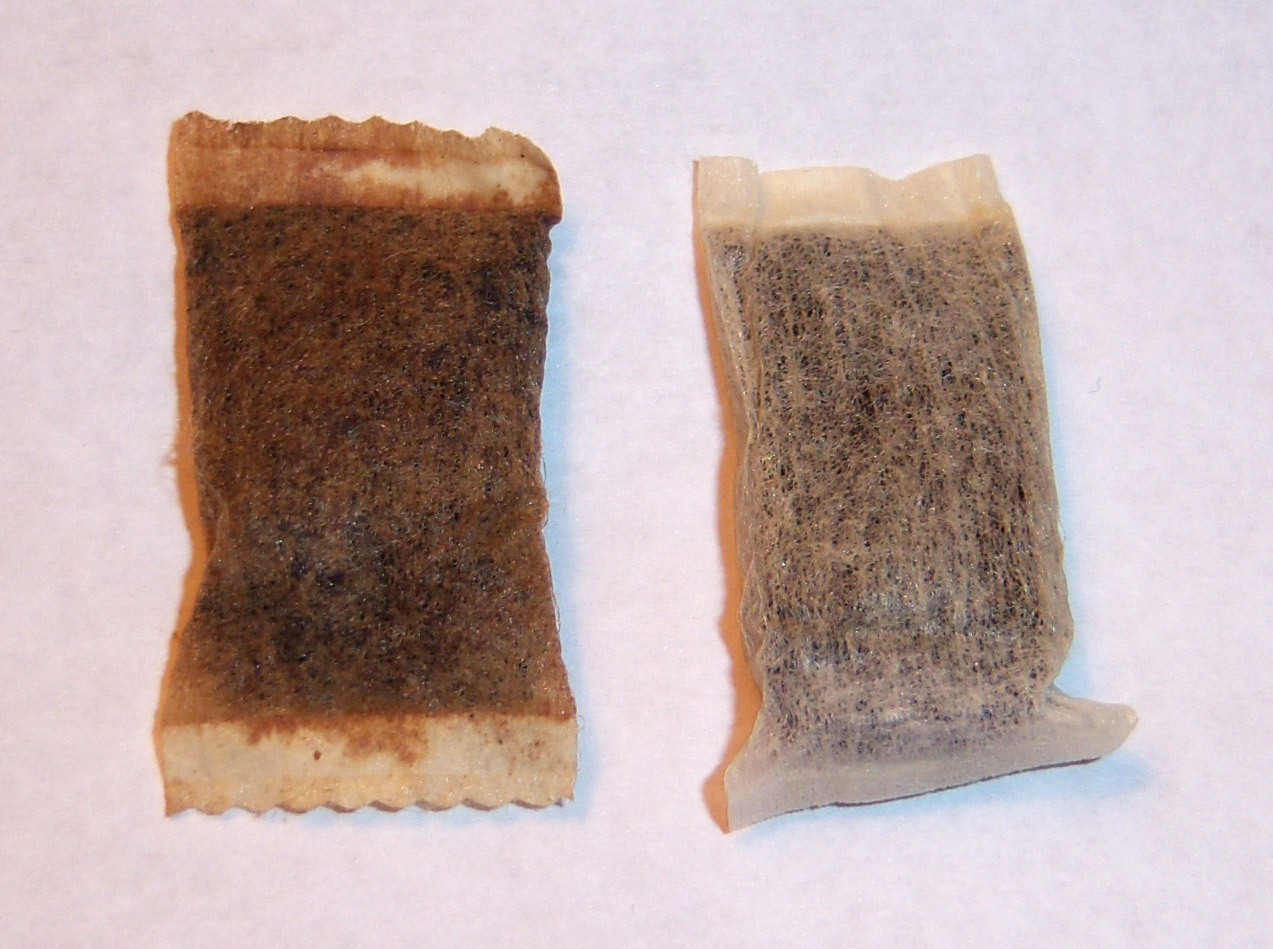
على اليسار جزء أصلي (أو "عادي"). على اليمين "جزء أبيض". يمكن أن تكون الأجزاء البيضاء بأي لون، لأن الاسم يشير إلى النمط، وليس اللون.

يُصنع السنوس من أنواع تبغ مجففة بالهواء/مبسترة من أجزاء مختلفة من العالم. في العصور القديمة، كان يتم فرد التبغ لصنع السنوس ليجف في سكونا وملاردالن، السويد. في وقت لاحق، تم استخدام أنواع تبغ كنتاكي. يتم خلط التبغ المطحون بالماء والملح وعامل قلوي مثل كربونات الصوديوم أو بيكربونات الصوديوم (E500)، ورائحة، ويتم تحضيره من خلال التسخين تحت الضغط. بعد عملية التسخين، تتم إضافة روائح صالحة للأكل عادةً. في السويد، يتم تنظيم السنوس كمنتج غذائي، ولهذا السبب، يتم إدراج جميع المكونات على ملصق كل عبوة (علبة) فردية من السنوس. يحتوي السنوس الرطب على أكثر من 50٪ من الماء، ويبلغ متوسط استخدام السنوس في السويد حوالي 800 جرام (16 وحدة) للشخص الواحد كل عام. يستخدم حوالي 12٪ (1.1 مليون شخص) من السكان في السويد السنوس. على عكس التبغ المغمس والمضغ، فإن معظم أنواع السنوس اليوم لا تخضع لعملية التخمر، ولكن بدلاً من ذلك يتم بسترتها بالبخار. تثبط البسترة نمو البكتيريا التي تسهل تكوين النيتروزامينات الخاصة بالتبغ، مع الحفاظ على الملمس المرغوب والإحساس بالفم للسنوس. يعتمد امتصاص النيكوتين، وهو القلويد الأولي المرغوب فيه في التبغ، بشكل كبير على محتوى النيكوتين في السنوس ودرجة الحموضة للمنتج النهائي. تم تقديم معيار جودة طوعي لمنتجات السنوس (Gothiatek) يضع مستويات قصوى لبعض المكونات المثيرة للجدل بما في ذلك النيتروزامينات والمعادن الثقيلة والهيدروكربونات العطرية متعددة الحلقات. يلتزم معظم مصنعي السنوس من النوع الاسكندنافي بهذا المعيار.
يتم بيع السنوس في حاويات بأحجام مختلفة، مصنوعة في الأصل من الخزف أو الخشب أو الفضة أو الذهب. عادةً ما يأتي السنوس المعبأ في علب بلاستيكية تحتوي على 20 إلى 24 جزءًا، تحتوي على حوالي 0.75 إلى 1 جرام من السنوس لكل جزء، في حين أن السنوس السائب يباع في الغالب في حاويات من الورق المقوى المغطى بالشمع مع أغطية بلاستيكية (على غرار النشوق)، عند 42 جرامًا (50 جرامًا قبل 2008). أصبحت أشكال السنوس ذات الأجزاء الصغيرة والمتوسطة أكثر شيوعًا. تأتي معظم هذه المنتجات في علب تحتوي على 20 جزءًا، إما 0.65 أو 0.5 جرام لكل جزء بإجمالي أقل بقليل من 13 أو 10 جرامات، خاصة بالنسبة لأولئك الذين يعتبرون إخفاء استخدامهم للتبغ غير المدخن في الأماكن ذات أهمية قصوى.

##### يتوفر السنوس في نوعين رئيسيين:
- السنوس السائب (بالسويدية: lössnus) هو مسحوق رطب يمكن تشكيله إلى شكل أسطواني أو كروي باستخدام أطراف الأصابع أو جهاز أسطواني مخصص. يُعرف المنتج النهائي عادةً باسم "pris" (قرصة)، أو "buga"، أو "prilla"، أو "prell" (مصطلحات عامية). يفضل بعض الأشخاص، وخاصة المستخدمين منذ فترة طويلة، ببساطة قرص التبغ ووضعه تحت الشفة العلوية (ويُعرف ذلك بـ "قرصة المزارع" أو "السنوس الحي"). ومع ذلك، فقد بدأت شعبية السنوس السائب بالتراجع تدريجياً لصالح البدائل المعبأة مسبقًا. في الوقت الحاضر، يقدر العديد من مستخدمي السنوص الطبيعة غير البارزة لهذه الأنواع المعبأة مسبقًا.
- السنوس المعبأ هو شكل مريح وخفي من السنوس يأتي في أكياس صغيرة تشبه أكياس الشاي مملوءة بالمسحوق الرطب. يتوفر بكميات أقل مقارنة بالسنوس المسحوق السائب. هناك نوعان من السنوس المعبأ:
  - الجزء الأصلي: تم تقديم هذا الشكل التقليدي في عام 1973. يتم ترطيب مادة الكيس أثناء التصنيع، مما ينتج عنه كيس بني ورطب.
  - الجزء الأبيض: يتميز هذا الشكل بطعم أكثر اعتدالًا وإطلاق أبطأ قليلاً. لا يتم ترطيب مادة الكيس أثناء التصنيع، مما ينتج عنه كيس أبيض وجاف. يحتوي التبغ الموجود داخل مادة الجزء على نفس محتوى الرطوبة مثل السنوس الأصلي، ولكن يتم توصيل النيكوتين والنكهة بشكل أبطأ إلى حد ما بسبب الكيس الأكثر جفافًا. والجدير بالذكر أن "الجزء الأبيض" يشير إلى النمط، وليس اللون. تستخدم بعض أنواع السنوس ذات الأجزاء البيضاء مادة سوداء بدلاً من الأبيض، ومع ذلك لا تزال تعتبر "جزءًا أبيض". تشمل أمثلة هذا النوع من السنوس General Onyx وGrovsnus Svart (الأسود) وBlue Ocean (الأزرق).
  - الجزء الخالي من اللدغة هو كيس حاصل على براءة اختراع للسنوس وأكياس النيكوتين الفموية الحديثة، ومعتمد في الولايات المتحدة وأوروبا. يتميز بجانب واقي يقلل بشكل فعال من الإحساس بالحرقة والتهيج على لثة المستخدم والغشاء المخاطي للفم.[20]

يأتي السنوس المعبأ في ثلاثة أحجام: صغير وعادي وكبير وماكسي. تختلف الأوزان، لكن معظم العبوات تكشف عن الوزن الصافي. تزن الأجزاء الصغيرة حوالي 0.5 جرام، وتزن الأجزاء العادية 0.8 إلى 1 جرام، وتزن الأجزاء الماكسي ما يصل إلى 1.7 جرام. تقدم بعض العلامات التجارية إصدارات عادية وطويلة من الكيس العادي.
يختلف محتوى النيكوتين بين العلامات التجارية، حيث تكون القوة الأكثر شيوعًا 8 ملغ لكل جرام من التبغ. تحتوي الأصناف القوية والقوية جدًا على نسبة نيكوتين أعلى، حيث تحتوي الأصناف القوية على 11-14 ملغ والأصناف القوية جدًا تحتوي على ما يصل إلى 22 ملغ. تحتوي العلامة التجارية سيبريا على سنوس "قوي للغاية" يحتوي على 43 ملغ من النيكوتين لكل جرام من التبغ، وهي الأعلى المتاحة.

### الاستخدام
عادةً ما يتم استخدام السنوس عن طريق وضعه تحت الشفة العليا. هذا صحيح لكل من السنوس السائب والسنوس المعبأ. عادةً ما يُترك الـ pris (حبيبة مضغوطة من السنوس السائب) أو الكيس في مكانه لمدة تتراوح بين 30 و 120 دقيقة. لا يلزم البصق، ولكن قد يفضل البعض (خاصة المستخدمين الجدد) ذلك.
السنوس غير معالج، لذلك يمكن أن يفسد أسرع بكثير من التبغ المعالج. في حين يتم تبريد السنوس القائم على التبغ عادةً للتخزين قصير الأجل (حتى بضعة أشهر)، إلا أنه يتم تجميده عادةً للتخزين طويل الأجل لمدة عام أو أكثر. يمكن أن يظل غير مبرد لمدة أسبوع أو أكثر دون تلف. يتم شحن بعض منتجات السنوس القائمة على التبغ وهي جافة جدًا، لذا فإنها تتمتع بعمر افتراضي طويل دون الحاجة إلى أي تبريد. وهذا يجعلها أبطأ في "التقطير" في البداية، حيث لا توجد رطوبة كبيرة في الكيس.

### الاختلافات عن منتجات التبغ الفموية الأخرى
يمكن تصنيف بعض أشكال التبغ المستهلكة في الفم على النحو التالي:
السنوس السويديشكل رطب من التبغ عديم الدخان الذي يوضع عادةً تحت الشفة العليا، والذي لا ينتج عنه الحاجة إلى البصق. يتم بيعه إما كمسحوق رطب يعرف باسم السنوس السائب، أو معبأ في أكياس تعرف باسم السنوس المعبأ. غالبًا ما يتم تحضير السنوس بنكهة خفيفة مع رائحة دخان صالحة للأكل والبرغموت والحمضيات وتوت العرعر وأعشاب و/أو نكهات الأزهار. يتم إنتاج معظم أنواع السنوس الاسكندنافية في السويد وتنظيمها كغذاء بموجب قانون الغذاء السويدي.
السنوس الأمريكيمتاح منذ أواخر التسعينيات، وهو مشابه للشكل الاسكندنافي، ولكنه عادةً ما يكون ذو محتوى رطوبة أقل ودرجة حموضة أقل، مما يؤدي إلى انخفاض التوافر البيولوجي للنيكوتين عن الأصناف الاسكندنافية، مما يعني أن كمية أقل متاحة للامتصاص. غالبًا ما يكون السنوس الأمريكي بنكهة، على سبيل المثال، مع نعناع مدبب أو وينترجرين أو فانيليا أو فاكهة (مثل كرز)، وقد يحتوي على السكر.
نشوق الأنفيُشار إليه في الغالب باللغة الإنجليزية والألمانية والاسكندنافية، باسم luktsnus باللغة السويدية وluktesnus باللغة النرويجية، وباسم "النشوق الاسكتلندي"[بحاجة لمصدر] في الولايات المتحدة، وهو شكل جاف ومسحوق من النشوق. يتم نفخه - "استنشاقه" ولكن ليس "شمه" بعمق - عبر الأنف. غالبًا ما يكون المنثول أو معطرًا بطريقة أخرى.
تبغ المضغمنتج أمريكي شمالي وأوروبي، يُعرف أيضًا باسم المضغ (أو في بعض اللهجات الجنوبية الأمريكية باسم تشاو أو ديب). وهو عبارة عن تبغ على شكل خيوط قصيرة أو طويلة وسائبة من الأوراق والساق (مثل تبغ الغليون أو أطول)، أو الأقل شيوعًا من الأوراق المقطعة والسيقان المضغوطة في كتل تسمى القوابس، أو حتى قطع مطحونة بدقة مضغوطة في كريات. يتم تقطيع عدد قليل من العلامات التجارية إلى خيوط سائبة أدق، مثل تبغ لف السجائر. يتم وضع المضغ بين الخد واللثة، أو يتم مضغه بنشاط. يسبب إفرازًا غزيرًا للعاب، خاصة عند المضغ، وبسبب تأثيره المهيج (حتى غثيانًا) على المريء، فإن هذا "العصير" يتطلب عادةً البصق. يعد مضغ التبغ شكلاً راسخًا من أشكال التبغ في أمريكا الشمالية (مشتق من الاستخدام التقليدي لأوراق التبغ الخام من قبل الشعوب الأصلية في الأمريكتين)، وهو قانوني أيضًا في الاتحاد الأوروبي. يكون تبغ المضغ بنكهة في بعض الأحيان، على سبيل المثال، مع وينترجرين أو تفاح أو كرز.
تبغ الغمسيُعرف أيضًا باسم الديب، أو تبغ البصق، أو بشكل غامض، باسم النشوق الرطب، وهو شكل شائع من التبغ الأمريكي. إنه رطب ومطحون إلى حد ما، ولكنه أقل من السنوس. يتم وضع تبغ الغمس (الذي يسمى كذلك لأن المستخدمين يغمسون أصابعهم في العبوة لقرص جزء لإدخاله في الفم) بين الشفة السفلية أو الخد واللثة؛ ولا يستخدم عن طريق الأنف. كما هو الحال مع تبغ المضغ، يكون إفراز اللعاب غزيرًا، وعادة ما يتم بصقه. عادة ما يكون تبغ الغمس بنكهة، تقليديًا مع وينترجرين أو النعناع، على الرغم من توفر العديد من النكهات الأخرى الآن، في حين أن بعض العلامات التجارية غير المنكهة لا تزال شائعة. بدءًا من منتصف الثمانينيات، قامت العديد من العلامات التجارية بتعبئة تبغ الغمس الأمريكي في أكياس مسامية مثل تلك المستخدمة للعديد من العلامات التجارية للسنوس الاسكندنافي والأمريكي.
شيماهذا المنتج الجزائري عبارة عن تبغ رطب يشبه السنوس الاسكندنافي في كثير من النواحي. خارج الجزائر، يُعرف على نطاق واسع باسم "Makla"، وهو اسم مشتق من العلامة التجارية الجزائرية "Makla El Hilal"، التي أنتجت هذا النوع من التبغ عديم الدخان لأول مرة خلال الاستعمار الفرنسي. يوضع في الشفة العليا بطريقة مماثلة للسنوس؛ ويختلف في أنه مطحون بشكل أدق وله محتوى أعلى من النيكوتين ومستوى الأس الهيدروجيني. المبيعات داخل الاتحاد الأوروبي قانونية بسبب تصنيفها على أنها تبغ للمضغ. لم تتم دراسة سلامته مقارنة بالسنوس بشكل كاف.
النشوارمنتج من آسيا الوسطى وهو شكل رطب ومسحوق من التبغ، وغالبًا ما يكون أخضر اللون ومغطى أحيانًا بالجير المعدني أو رماد الخشب. يتم استخدامه مثل تبغ الغمس أو وضعه تحت اللسان، وهو لاذع وغالبًا ما يكون بنكهة قوية، على سبيل المثال، بالزيوت المستخدمة في الطهي (هيل أو سمسم) أو فاكهة ليمون أو المنثول أو ما إلى ذلك.
السنوس والنشوق الجاف وتبغ الغمس هي منتجات مميزة قد يشير إليها بعض الناطقين باللغة الإنجليزية باسم النشوق، ولكنها تتم معالجتها واستخدامها بطرق مختلفة جدًا، ولكل منها مجموعتها الخاصة من المخاطر.

### المخاطر الصحية

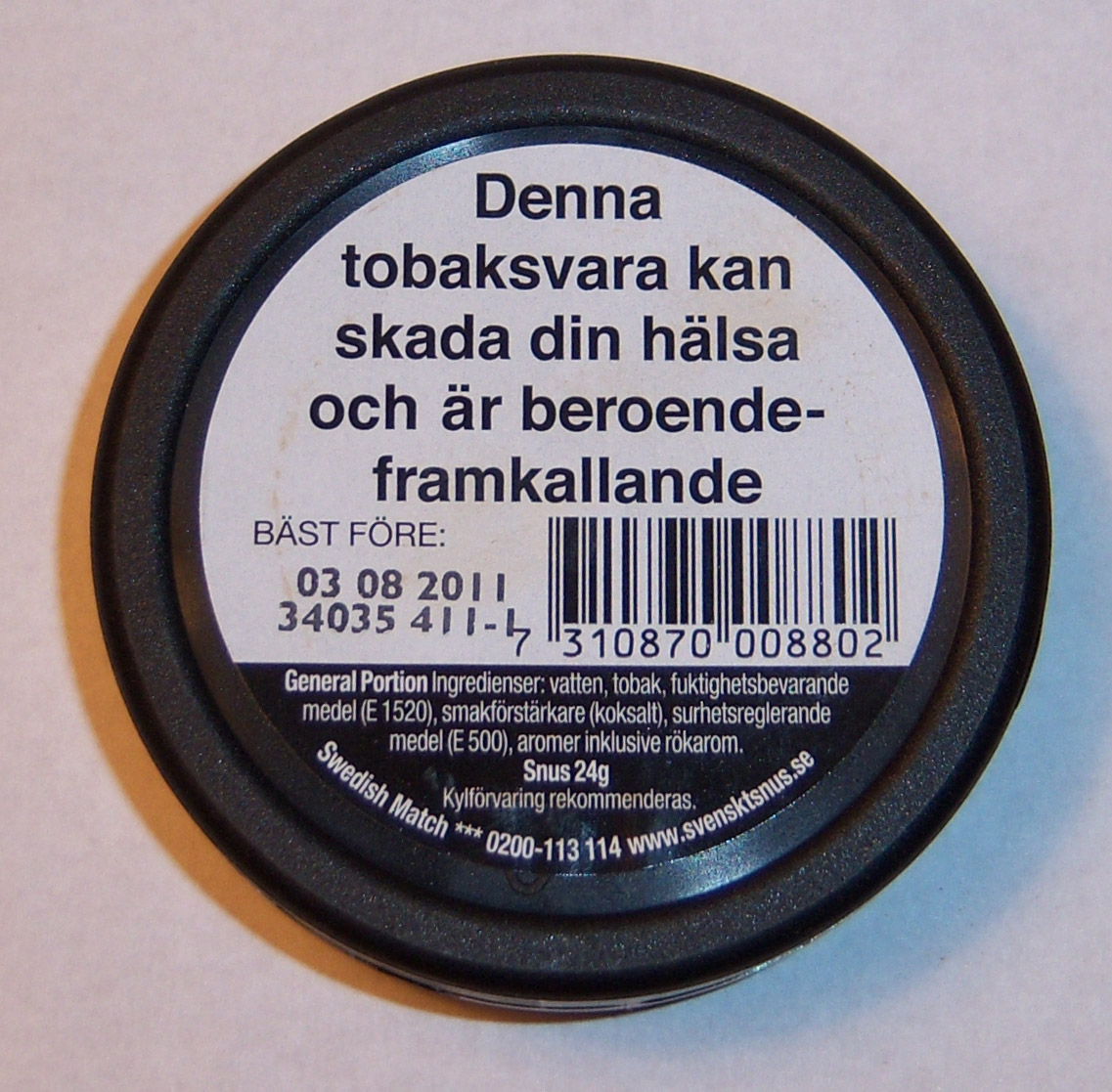
ملصق تحذيري على حاوية من السنوس السويدي. النص يقرأ: "قد يضر منتج التبغ هذا بصحتك ويسبب الإدمان". لاحظ تاريخ "يفضل استخدامه قبل" وقائمة المكونات، وهو أمر مطلوب بموجب القانون السويدي.

ذكرت العديد من المنظمات الصحية الوطنية والدولية أن استخدام السنوس يسبب الإدمان ويمثل خطرًا صحيًا وليس له مستوى استخدام آمن وليس بديلاً آمنًا للتدخين. يمكن أن يتسبب استخدام السنوس في عدد من الآثار الصحية الضارة مثل سرطان المريء وسرطان البنكرياس وسرطان المعدة وسرطان القولون والمستقيم وأمراض القلب والأوعية الدموية والسكتة الدماغية. يمكن أن يسبب السنوس أيضًا آثارًا تناسلية ضارة بما في ذلك ولادة جنين ميت والولادة المبكرة وانخفاض الوزن عند الولادة. يمكن أن يؤثر النيكوتين الموجود في منتجات السنوس التي يتم استخدامها أثناء الحمل على كيفية نمو دماغ الطفل في الرحم.
يعد الإقلاع عن استخدام السنوس بنفس صعوبة الإقلاع عن التدخين. لا يوجد دليل علمي على أن استخدام السنوس يمكن أن يساعد الشخص على الإقلاع عن التدخين، على الرغم من أن الاستخدام الواسع النطاق للسنوس يرتبط بانخفاض معدلات التدخين.

## أكياس النيكوتين
تم تطوير أول منتج خالٍ من التبغ في بداية العقد الأول من القرن الحادي والعشرين من قبل شركة ناشئة صغيرة تدعى Niconovum. سجلت Niconovum المنتج غير التبغ في عام 2008 كمنتج طبي بديل للنيكوتين (Zonnic) يحتوي على 2 ملغ من النيكوتين. في عام 2009، اشترت RJ Reynolds (الآن British American Tobacco) شركة Niconovum. بعد ذلك، أصبحت شركات التبغ، وخاصة Swedish Match، نشطة في فئة الأكياس. ابتكر العديد من الشركات المصنعة الرائدة في السويد، مثل Swedish Match وSkruf وAG Snus، علاماتها التجارية لأكياس النيكوتين كرد فعل مباشر على الطلب على خيار نيكوتين غير مسرطن ذي مخاطر صحية أقل.
بالإضافة إلى النيكوتين، تحتوي أكياس النيكوتين غير التبغية عادةً على مواد مالئة ومُحليات ونكهات صالحة للأكل. المكون الرئيسي في أكياس النيكوتين من حيث الحجم هو الألياف النباتية. تُستخدم الألياف النباتية لملء الكيس وإعطائه الشكل والملاءمة والخصائص المرغوبة. تستخدم العلامات التجارية المختلفة أليافًا مختلفة، ولكن بعض الألياف الأكثر شيوعًا مشتقة من الكينا والصنوبر. تُباع أكياس النيكوتين بمجموعة متنوعة من النكهات، مثل النعناع والفراولة السوداء والقهوة والحمضيات وغيرها الكثير. يختلف محتوى النيكوتين بين العلامات التجارية لأكياس النيكوتين عادةً من 1 ملغ/كيس إلى 10 ملغ/كيس على الرغم من أن بعضها يحتوي على أكثر من ذلك بكثير. عادةً ما يكون لأكياس النيكوتين مدة صلاحية أطول من السنوس التقليدي.
منذ عام 2021، نمت مبيعات أكياس النيكوتين بشكل كبير مع Zyn كشركة رائدة عالميًا. أدت هذه الشعبية إلى جدل بين المنظمين الحكوميين الذين يرون أن جاذبية المنتج للشباب أمر مقلق. في أبريل 2024، أعلنت وزارة الصحة والرعاية الاجتماعية في المملكة المتحدة عن لوائح جديدة تحظر بيع أكياس النيكوتين للأطفال كجزء من مشروع قانون التبغ والسجائر الإلكترونية الذي أُعلن عنه في خطاب الملك في 7 نوفمبر 2023 وقُدم إلى البرلمان في 20 مارس 2024.

### التنظيم
تخضع أكياس النيكوتين غير التبغية لتنظيم مختلف حول العالم.

#### أوروبا
في بعض البلدان، مثل النرويج، يُحظر بيع أكياس النيكوتين الخالية من التبغ، لأنه سيشكل بيع منتج نيكوتين جديد بالإضافة إلى السجائر والنشوق والسنوس القائم على التبغ. في يونيو 2018، أجبرت مديرية الصحة النرويجية شركة British American Tobacco Norway على إزالة سنوس Epok الخالي من التبغ، بعد أن تم بيعه كالعلامة التجارية الوحيدة الخالية من التبغ في النرويج منذ عام 2014، لأنه نظرًا لأنه لم يكن يحتوي على أي تبغ، فقد كان شكلاً جديدًا من منتجات النيكوتين، يختلف عن الأشكال الأخرى من السنوس المعتمدة في النرويج. كان قد تم بالفعل رفض الموافقة على العلامة التجارية ZYN لأكياس النيكوتين مرتين لمنتج مشابه جدًا. في غضون أيام من الحظر، تمت إعادة طرح Epok في السوق النرويجية، مع إضافة كمية ضئيلة من التبغ المبيض، للتأهل كسنوس، وهو شكل معتمد بالفعل من منتجات النيكوتين. اعتبارًا من يوليو 2024، لا يزال Epok يباع من قبل متاجر البقالة النرويجية.
في السويد، كان هناك جدل متزايد قبل استفتاء الاتحاد الأوروبي في عام 1994، حول ما إذا كان سيتم حظر السنوس في السويد، حيث حظر الاتحاد الأوروبي السنوس في عام 1992. وأعرب عدد من الناخبين عن قلقهم من أنه إذا أصبحت السويد عضوًا في الاتحاد الأوروبي، فسيتعين عليهم التخلي عن هذه العادة. طلبت الحكومة السويدية استثناءً من حظر الاتحاد الأوروبي، وتم منحها ذلك.
في فنلندا، حتى أبريل 2023، كانت أكياس النيكوتين مصنفة للاستخدام الطبي. ذكرت وكالة الأدوية الفنلندية [الإنجليزية] (FIMEA) أنه لا يمكن تصنيف أكياس النيكوتين كمنتجات طبية ما لم يتم تسويقها على وجه التحديد لغرض طبي أو يمكن إثباتها بطريقة أخرى أنها تُستخدم عادةً كمنتجات طبية.
في بعض البلدان في أوروبا الشرقية مثل بولندا ودول البلطيق، تُباع أكياس النيكوتين بحرية، لأنها لا تصنف كمنتج تبغ على الرغم من أنه في إستونيا، يوجد تصنيف خاص "للمنتجات المتعلقة أو المشابهة لمنتجات التبغ" منذ عام 2020 ويتم تطبيق نفس القوانين كما هو الحال بالنسبة لمنتجات التبغ. على الرغم من أن أكياس النيكوتين لا تخضع لتنظيم كبير في الاتحاد الأوروبي، إلا أن بعض الخصائص التنظيمية تقع ضمن لائحة CLP الخاصة بالاتحاد الأوروبي (EC) 1272/2008.
تُباع الأكياس في محلات السوبر ماركت في المملكة المتحدة، ولا تغطيها قوانين التبغ أو القوانين الطبية هناك. في عام 2022، دعت مجموعة العمل بشأن التدخين والصحة إلى وضع إطار تنظيمي يغطي جميع منتجات النيكوتين.

#### كندا
في كندا، أصبحت أكياس النيكوتين التي تحتوي على 4 ملغ متاحة على نطاق واسع للبيع في محطات الوقود والمتاجر الصغيرة كشكل من أشكال العلاج ببدائل النيكوتين، حيث حصلت إمبريال توباكو كندا على الموافقة على علامتها التجارية Zonnic في عام 2023. تخضع مبيعاتها للمديرية العامة للمنتجات الصحية الطبيعية وغير الموصوفة؛ تُعتبر منتجات النيكوتين في كندا التي تتجاوز جرعتها القياسية 4 ملغ دواءً بوصفة طبية، لذلك يُحظر الاستيراد الشخصي لأكياس النيكوتين التي تحتوي على أكثر من 4 ملغ من النيكوتين لكل كيس. توجد استثناءات لأولئك الذين هم ممارس صحي أو ممارس طبي، أو مصنع أدوية، أو صيدلي بالجملة، أو صيدلي، أو مقيم في بلد أجنبي أثناء زيارته لكندا.
انتقد وزير الصحة مارك هولاند إطلاق Zonnic في عام 2023، وشعر بأن إمبريال لم تسوقها كمنتج للإقلاع عن التدخين، وأن المنتج كان "ثغرة" لـ "إدمان شباب جدد على النيكوتين" بسبب النكهة وإمكانية الوصول إليه والتسويق الذي يروق للشباب (مع تصنيفه بموجب لوائح المنتجات الصحية الطبيعية مما يمنحه قيودًا أقل صرامة على التسويق مقارنة بمنتجات التبغ الأخرى). ذكرت وزارة الصحة الكندية أن تنظيم بيعها يقع ضمن اختصاص المقاطعات والأقاليم، ضغطت إمبريال ضد تنظيم المنتج، مشيرة إلى أنها أصدرت تعليمات طوعية لتجار التجزئة ببيعه جنبًا إلى جنب مع منتجات التبغ الأخرى المقيدة بالعمر.
بسبب القوانين المحلية المتعلقة بالمنتجات الصحية، لا يمكن بيع الأكياس إلا في كيبيك في الصيدليات. في فبراير 2024، أصدرت كولومبيا البريطانية أمرًا وزاريًا يحظر بيع أكياس النيكوتين خارج الصيدليات. في ذلك الشهر، هدد هولاند بتنظيم المنتج. في الميزانية الفيدرالية الكندية لعام 2024، تم سن بند يمنح وزير الصحة سلطة تقييد بيع أو تصنيع أو استيراد أو الترويج للمنتجات الصحية، إذا كان هناك خطر ضرر مرتبط بـ الاستخدام خارج النطاق المحدد؛ ذكر هولاند أن الغرض من هذا البند هو استهداف أكياس النيكوتين بشكل أساسي. في أغسطس 2024، استدعى هولاند هذه السلطة لإصدار أمر وزاري ساري المفعول اعتبارًا من 28 أغسطس 2024؛ بموجب الأمر، تم حظر بيع Zonnic خارج الصيدليات، وتم استدعاء النكهات باستثناء المنثول والنعناع. سيكون لدى الشركة ستة أشهر لتعديل عبواتها لتضمين تحذيرات بشأن إدمان النيكوتين، وتعديل تسويقها بحيث لا تجذب الشباب أو تروج لاستخدامات أخرى تتجاوز العلاج بالنيكوتين.

#### الولايات المتحدة
يُفترض أن أكياس النيكوتين تصنف على أنها منتجات تبغ في الولايات المتحدة لأنها تحتوي على النيكوتين المستخلص من التبغ.

### المخاطر الصحية
هناك اختبار مستقل محدود للمكونات أو التعرض أو الواسمات الحيوية لتأثيرات أكياس النيكوتين، على الرغم من ظهور أبحاث مستقلة الآن. يصنف النيكوتين نفسه حاليًا على أنه غير مسرطن وفقًا للوكالة الدولية لأبحاث السرطان، ووفقًا للكلية الملكية للأطباء فإن النيكوتين في حد ذاته ليس دواءً خطيرًا. في المقابل، يُفترض أنه إذا كان من الممكن توصيل النيكوتين بدون التبغ واستنشاق الدخان، فيمكن تجنب معظم، إن لم يكن كل، أضرار التدخين. ومع ذلك، إذا لم يكن النيكوتين مسببًا للسرطان، فإنه لا يزال ضارًا بشكل معتدل بصحة القلب والأوعية الدموية، وبالتالي فإن الاستخدام طويل الأمد لأكياس النيكوتين غير التبغية من المرجح جدًا أن يتسبب في مخاطر أعلى للإصابة بأمراض القلب والأوعية الدموية والسكتة الدماغية والأضرار التناسلية.
يجادل تحليل تجميعي من عام 2015 أجراه أعضاء من مستشفى تاتا التذكاري في مومباي، الهند، بأن النيكوتين قد يكون مسببًا للسرطان من خلال تأثيرات غير مباشرة على مجموعة من أجهزة الأعضاء في الجسم. وعلى وجه التحديد، يزعمون أن النيكوتين "يؤثر على تكاثر الخلايا، والإجهاد التأكسدي، والاستماتة، وطفرة الحمض النووي من خلال آليات مختلفة، مما يؤدي إلى السرطان."

احتجت الجماعات المناصرة التي تعارض إدخال أكياس النيكوتين في كينيا على أنها قد تزيد من خطر الإصابة بالسرطان وأمراض القلب والأضرار الإنجابية أو النمائية. زعم التحالف الكيني لمكافحة التبغ أنه نظرًا للمستويات المرتفعة لبعض المواد الكيميائية السامة، وما قالت إدارة الغذاء والدواء الأمريكية إنه نقص في البيانات الطبية التي تظهر أن الأكياس أكثر أمانًا من السجائر (كما ادعت الشركة المصنعة British American Tobacco)، يجب على الحكومة عدم الترخيص للمنتج.

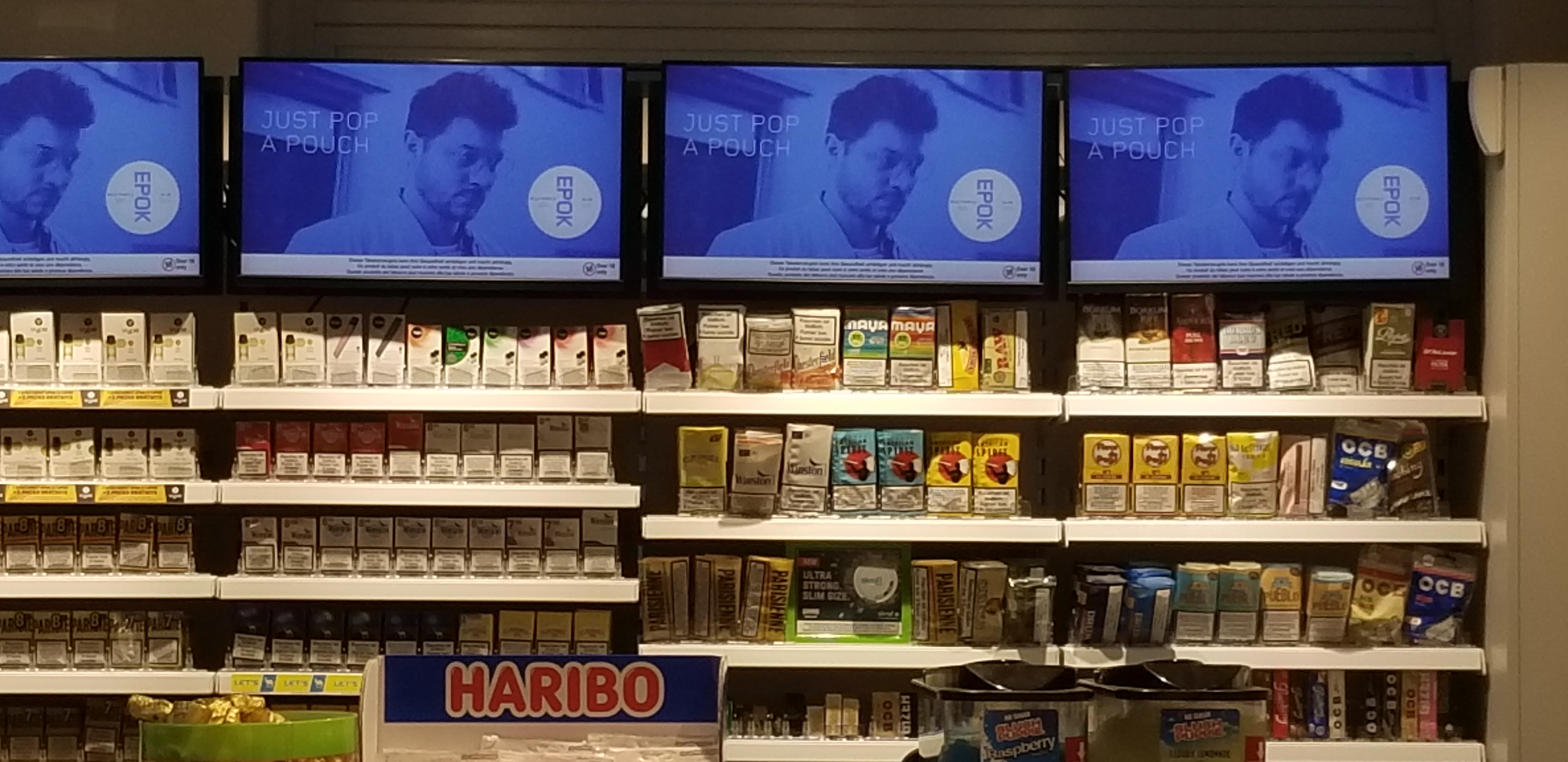
متجر للتبغ في نوشاتيل، سويسرا عام 2020: الإعلان عن التبغ (هنا عن سنوس إيبوك من بريتيش أمريكان توباكو) مسموح به داخل المتجر.

## التاريخ

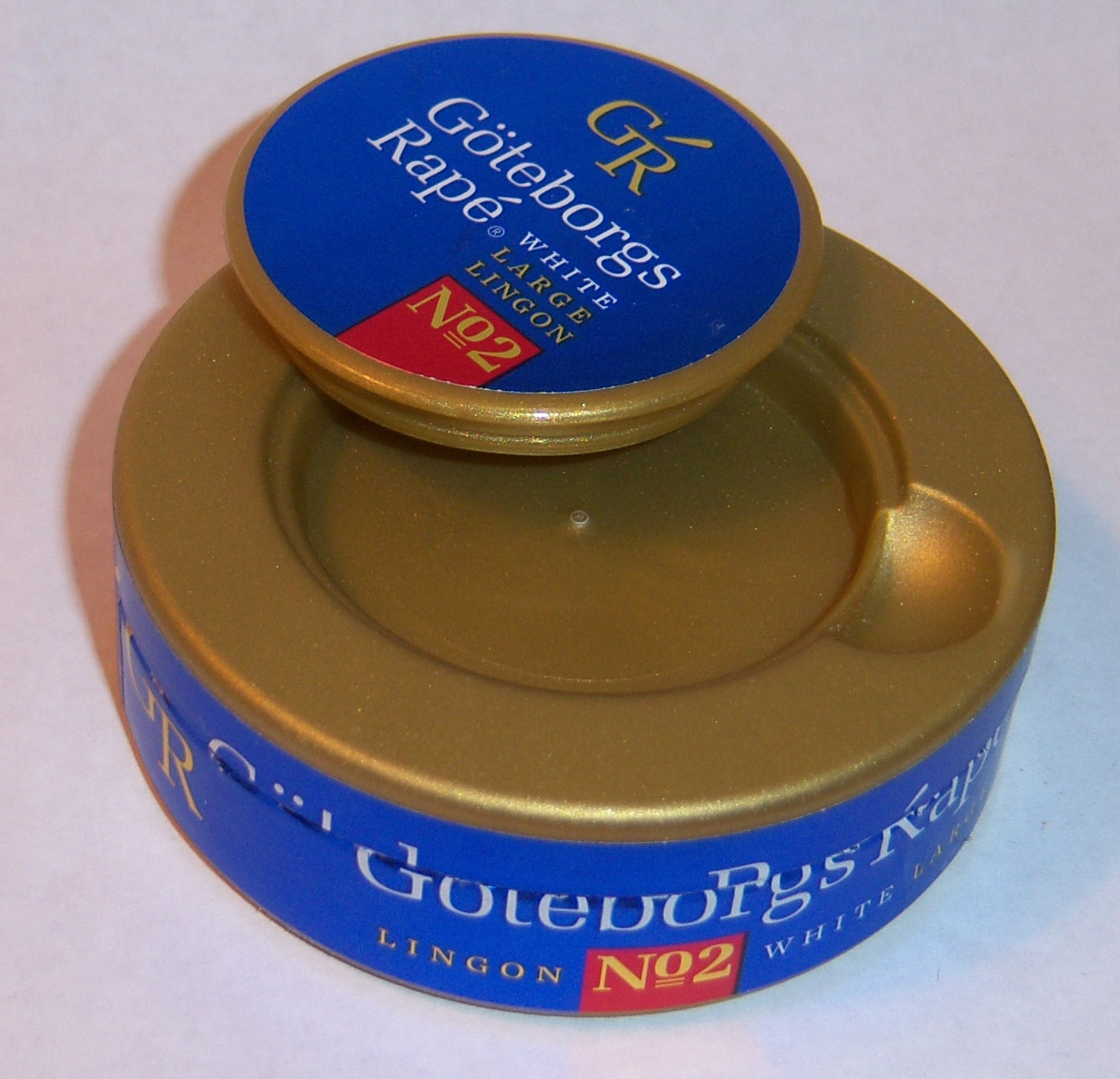
غطاء الصيد الموجود على العديد من علب السنوس، والذي ينفتح ويخرج من مكانه. يُستخدم الحيز الصغير عادةً للتخزين المؤقت لأجزاء السنوس المستعملة.

يتمتع السنوس بتاريخ طويل من الاستخدام، يعود إلى القرن السادس عشر ويتركز في السويد. يكمن أصله في اختراع جان نيكوت (1530–1600)، وهو دبلوماسي فرنسي مقيم في البرتغال كان يزرع التبغ في حديقته، وكان أحد الرواد في التعرف على الخصائص الطبية للتبغ. نيكوت هو أيضًا أصل كلمة النيكوتين. قام نيكوت بتجفيف وطحن أوراق التبغ بعناية إلى مسحوق ناعم، والذي يمكن استنشاقه مثل النشوق. قدم هذا المسحوق إلى كاثرين دي ميديشي (1519-1589)، ملكة فرنسا، في محاولة لتخفيف الصداع النصفي لديها. سرعان ما اكتسب استخدام النشوق شعبية بين البلاط الفرنسي ومواطني الطبقة العليا، وأصبح اتجاهًا عصريًا. بحلول أوائل القرن السابع عشر، انتشرت ممارسة استخدام النشوق الأنفي أيضًا إلى السويد.
أصبح استخدام التبغ شائعًا جدًا في السويد لدرجة أنه في عام 1724، أصدر الملك فريدريك الأول مرسومًا يقضي بأن يزرع السويديون تبغهم بأنفسهم. ونتيجة لذلك، بدأ المزارعون وأصحاب المزارع في طحن التبغ الذي يزرع محليًا بأنفسهم.
نظرًا لأن العمال اليدويين يعملون عادةً في الخارج حيث لا يكون الاستخدام المتكرر للنشوق الأنفي الجاف والمطحون بدقة مناسبًا، فقد اختاروا سحق التبغ الخاص بهم إلى قوام يشبه المعجون وتركه ليتخمر في جرار لعدة أسابيع. ثم تم تقسيم المنتج النهائي ووضعه تحت الشفة لفترات طويلة من الزمن، واكتسب شعبية في النهاية باسم السنوس.
إيتان هي العلامة التجارية للسنوس التي لا تزال موجودة، والتي يعود تاريخها إلى عام 1822. أدخل مؤسسها، جاكوب فريدريك ليونغلوب، البسترة في صناعة السنوس، مما قلل من وقت الإنتاج بعدة أسابيع ومنع التلوث الميكروبي. في السنوات التي تلت ذلك، قام العديد من المصنّعين بتحسين صناعة السنوس، مما أدى إلى ازدهار العديد من العلامات التجارية. لا يزال العديد من هذه العلامات التجارية من تلك الحقبة موجودة.[بحاجة لمصدر]
في عام 1914، اتخذ البرلمان السويدي قرارًا بتأميم صناعة التبغ بأكملها. أدى ذلك إلى تحويل العديد من شركات التبغ إلى الاحتكار المملوك للدولة المعروف باسم AB Svenska Tobakmonopolet. ونتيجة لذلك، انخفض عدد منتجات التبغ المتاحة بشكل كبير من حوالي أربعمائة علامة تجارية محلية إلى سبعة عشر فقط، على الرغم من أنها كانت الآن موزعة على مستوى البلاد. ونتيجة لذلك، شهدت العمالة داخل الصناعة انخفاضًا بنسبة خمسين بالمائة. في الستينيات، قررت السويد إلغاء احتكار الاستيراد والمبيعات على التبغ. اندمجت شركة AB Svenska Tobaksmonopolet لاحقًا مع شركة تصنيع أعواد الثقاب Swedish Match وتم إدراجها في سوق الأوراق المالية في عام 1996.